# Paweł Klimczuk
Paweł Klimczuk (ur. 26 października 1881 roku w Hatowicach k. Sokala, zm. 16 września 1961 roku w Kozienicach) – nauczyciel, inspektor szkolny, działacz społeczny i regionalista.

## Życiorys[1][2][3]

### Dzieciństwo
Rodzice Pawła - Maria i Józef Klimczuk mieli trzy morgi gruntu. Ojciec dorabiał jako powiatowy dróżnik. Paweł Klimczuk ukończył szkołę wydziałową w Sokalu, następnie uzyskał stypendium by uczyć się dalej w Seminarium Nauczycielskim Męskim w Sokalu, które ukończył z wyróżnieniem 17 czerwca 1901 roku.

### Okres przed I wojną światową
Stypendium odpracował pracując w szkole wydziałowej w Kołomyi. Następnie pracował w seminarium nauczycielskim w Cieszynie i w szkole wydziałowej oraz seminarium nauczycielskim w Sanoku. W 1912 roku we Lwowie zdał egzaminy przed c.k. Komisją egzaminacyjną dla nauczycieli szkół ludowych pospolitych i wydziałowych. Uczył języka niemieckiego, języka polskiego i historii gospodarczej, kaligrafii i rysunku, rysunku geometrycznego z geometrią wykreślną oraz nauki zręczności. W latach 1914-1916 walczył na froncie I wojny światowej w armii Austro-Węgier, skąd jako inspektor szkolny został odesłany do Chełma, a następnie 1 stycznia 1917 roku do Kozienic.

### Okres międzywojenny
W latach 1917-1933 pełnił stanowisko inspektora szkolnego powiatu kozienickiego. Przez ten czas powstało kilkadziesiąt szkół gminnych, dwie szkoły podstawowe, gimnazjum koedukacyjne oraz przedszkole w Kozienicach, to ostatnie z dobrowolnych składek nauczycielskich zainicjowanych przez Pawła Klimczuka. Założył również preparandę nauczycielską w Sieciechowie (w 1922 roku), a później zainicjował powstanie Ochronki dla sierot i półsierot (w 1931 roku), którą do 1939 roku prowadziło Towarzystwo Pomocy Dzieciom i Młodzieży Polskiej z Kresów. Pracował również w Komisji Okręgowej dla nauczycieli publicznych szkół powszechnych w Radomiu (1919-1932), z kolei Ministerstwo Oświecenia Publicznego i Wyznań Religijnych powołało go na recenzenta podręczników do szkół powszechnych. Od 1927 roku Paweł Klimczuk był członkiem korespondentem Okręgowej Komisji Konserwatorskiej w Kielcach i dokonał spisu zabytków architektury powiatu kozienickiego. W 1930 roku dołączył do Komitetu Obchodu 400. rocznicy urodzin Jana Kochanowskiego, w którym przyczynił się do zwiększenia zainteresowania szkół tą miejscowością.
W 1928 roku – w dziesięciolecie odzyskania niepodległości – Paweł Klimczuk opublikował własnym nakładem Nasz powiat. Wiadomości krajoznawcze dla młodzieży szkół powszechnych powiatu kozienickiego z rycinami i mapką – pierwszą monografię krajoznawczą terenów ówczesnego powiatu kozienickiego. W publikacji tej w systematyczny sposób omówił wszystkie gminy powiatu, ich położenie, ukształtowanie terenu, gleby, wiatry i opady, wzniesienia i inne cechy krajobrazu, zalesienie i wody, prowadzone uprawy i zatrudnienie mieszkańców. Omówił również ówczesne miasta (Kozienice, Zwoleń) oraz najważniejsze uwarunkowania geograficzne powiatu i jego historię, w tym również lokalne legendy i nawiązania literackie. Paweł Klimczuk nie tylko zebrał informacje i opracował je, ale również przygotował mapę, ryciny, ilustracje malowane w terenie, zestawienia tabelaryczne oraz zaproponował przykładowe lekcje geografii w terenie – obserwacji krajobrazu, rysowania mapy. Książka trafiła do bibliotek szkolnych i ogólnych, stając źródłem wiedzy o ziemi kozienickiej.
Od 1936 do 1939 roku Paweł Klimczuk uczył geografii gospodarczej, reklamy, języka niemieckiego i korespondencji handlowej w Szkole Spółdzielczo-Handlowej. W czasie II wojny światowej na tajnych kompletach wykładał historię, język polski i geografię.

### Okres po II wojnie światowej
Po wojnie podjął pracę jako wychowawca i nauczyciel przedmiotów zawodowych pedagogiki i metodyki w nowo powstałym Liceum Pedagogicznym w Kozienicach. Zainicjował również powstanie klubu nauczycielskiego, który później zostaje przekształcony w Dom Nauczyciela (dzisiaj siedziba ZNP).

Legitymacja Pawła Klimczuka jako członka ZNP wydana w 1945 roku

Przy okazji (ponownego) przejścia na emeryturę Paweł Klimczuk zwrócił się do uczniów i nauczycieli powiatu kozienickiego w liście pożegnalnym. Ten sam list odczytano dziesięć lat później w czasie jego pogrzebu. Zmarł 16 września 1961 roku w dniu pierwszego zjazdu absolwentów Liceum Pedagogicznego. Został pochowany na cmentarzu w Kozienicach. W Domu Nauczyciela przy ulicy Mickiewicza jedna z sal otrzymała jego imię.

## Rodzina
Żona Eufrozyna (1884-1966) z domu Jaworska. Ślub odbył się w Sokalu 29 stycznia 1913 roku.
Dzieci:
- Radomir Klimczuk (1913-1940)[10], absolwent prawa na Uniwersytecie Warszawskim, w 1939 roku został objęty mobilizacją, walczy w 72 pułku piechoty im. płka Dionizego Czachowskiego, internowany wraz z innymi oficerami Wojska Polskiego w Starobielsku[11], pochowany w Charkowie, symboliczny grób znajduje się na cmentarzu w Kozienicach.
- Czesława Klimczuk primo voto Grochowiecka, secondo voto Jakimow (1919-2006).

- Bogusław Klimczuk (1921-1974) absolwent Konserwatorium Muzycznego (dziś Uniwersytet Muzyczny) w Warszawie, muzyk, kompozytor, dyrygent.

## Odznaczenia

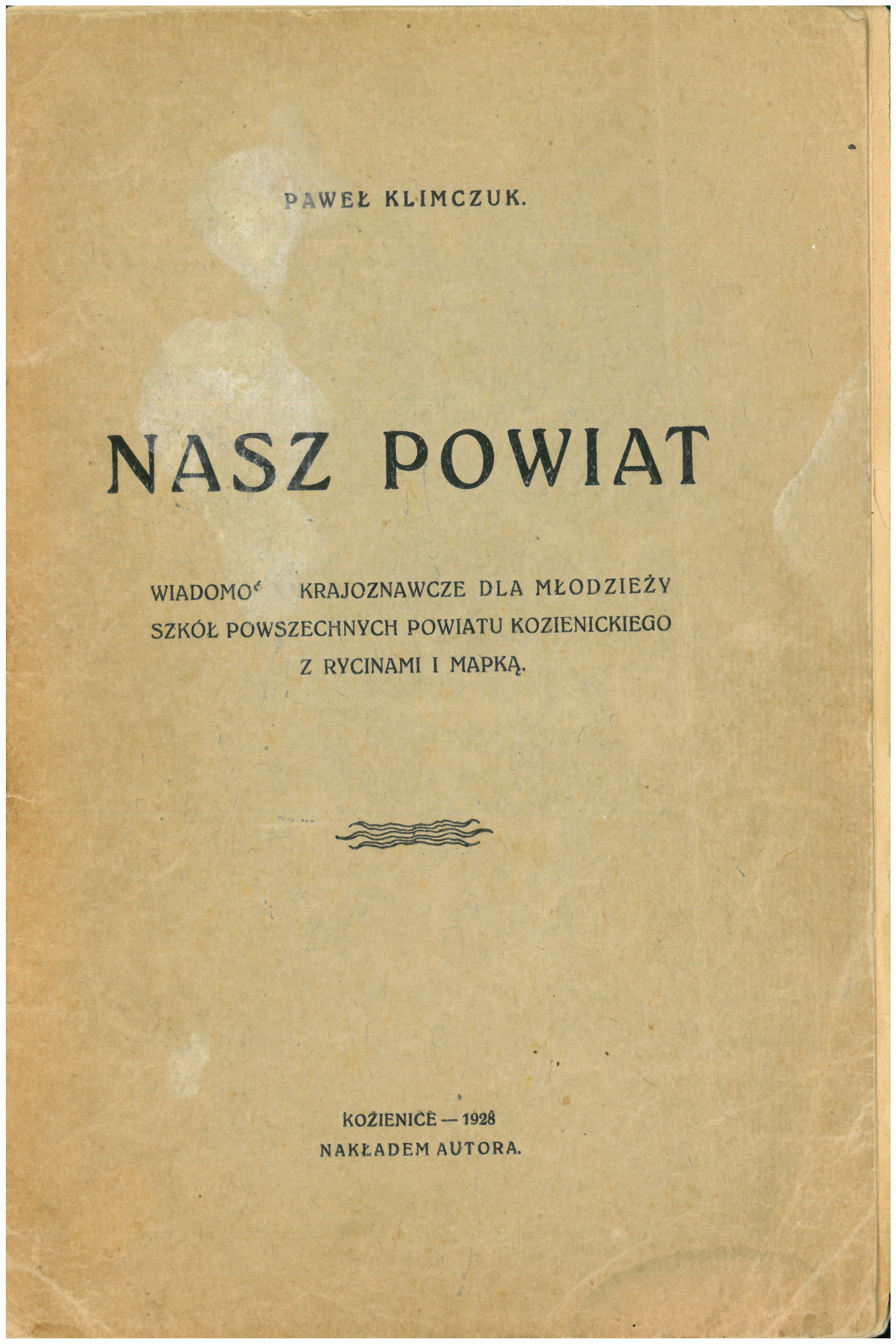
Okładka publikacji "Nasz powiat" wydanej przez Pawła Klimczuka

Srebrna odznaka Głównego Urzędu Statystycznego Za ofiarną pracę przy spisie powszechnym ludności (1931).

## Twórczość
- Nasz powiat. Wiadomości krajoznawcze dla młodzieży szkół powszechnych powiatu kozienickiego z rycinami i mapką, wydanie własne w Kozienicach w 1928 roku[12].
- Republika Kozienicka. Wspomnienia z dni listopadowych 1918 r., „Ziemia Radomska” 1933, R. 6, nr 260–261[13][14].
- Powstanie Styczniowe na terenie powiatu kozienickiego, w: "Trzęsiworek" nr 1/14, s. 5
- Wieczorem pod Laskami (Wspomnienie), „Radomir” 1988, R. 4, nr 3[15].
- Pierwszy płomień rozbłysnął w Jedlni. Spisał i komentarzem opatrzył Paweł Puton, "Nasza Jedlnia i Miejscowości Okoliczne" nr 1/2018, s. 2-4.
- Półboraki. Obrazek z Powstania z 1863 r. "Radomir", 1989, R. 5, nr 1[16].
- Kozie--nic!, „Ziemia Radomska” 1933, R. 6, nr 44–45[17].
- Sobótka w Czarnolesie, „Ziemia Radomska” 1933, R. 6, nr 144[18].
- Zagwożdżona kolaska królowej, „Ziemia Radomska” 1933, R. 6, nr 57–58.

## Upamiętnienie
Od 2024 roku kozienicki oddział PTTK organizuje rajd pieszy „Śladami Pawła Klimczuka”, który co roku odbywa się w innej lokalizacji opisanej przez Pawła Klimczuka w jego publikacji Nasz powiat.